# 2시가 좋아
2시가 좋아는 KBS 2FM과 KBS 2라디오에서 방송했던 라디오 프로그램이다.

## 역사
1998년 10월 12일에 첫방송을 시작했으며, 원래는 KBS 2FM에서 방송됐으나, 2001년 4월 9일부터 KBS 2라디오로 채널을 이관하여 방송하다가, 2003년 6월 1일 방송을 마지막으로 5년 만에 폐지되었다.

## 역대 방송시간
| 방송 채널   | 방송 기간                         | 방송 시간                  |
| ----------- | --------------------------------- | -------------------------- |
| KBS 2FM     | 1998년 10월 12일 ~ 2001년 4월 8일 | 매일 오후 2:00 ~ 오후 4:00 |
| KBS 2라디오 | 2001년 4월 9일 ~ 2003년 6월 1일   | 매일 오후 2:05 ~ 오후 3:55 |

## 역대 DJ

### KBS 2FM
- 1998년 10월 12일 ~ 1999년 10월 31일 : 서세원
- 1999년 11월 1일 ~ 2000년 11월 5일 : 봄여름가을겨울
- 2000년 11월 6일 ~ 2001년 4월 8일 : 이병진

### KBS 2라디오
- 2001년 4월 9일 ~ 2001년 10월 14일 : 이병진, 김미성
- 2001년 10월 15일 ~ 2002년 3월 31일 : 이병진, 류시현
- 2002년 4월 1일 ~ 2002년 10월 20일 : 이병진, 신영일
- 2002년 10월 21일 ~ 2003년 6월 1일 : 신영일, 노현희